# Werwolf
Werwolf (z niem. „wilkołak”) – niemiecki plan dywersji i walki partyzanckiej na ziemiach utraconych przez III Rzeszę po 1943 roku.

## Plany utworzenia ruchu oporu

Flaga Werwolfu

W lecie 1943 roku Heinrich Himmler zorganizował tajną naradę z udziałem kilku ministrów III Rzeszy i wyższych oficerów SS. W czasie narady powstał plan „W-II” (Werwolf) zakładający potrzebę szerzenia dywersji na tzw. płytkim zapleczu nieprzyjaciela, w razie zaistnienia konieczności odwrotu armii niemieckiej. Kilkanaście miesięcy później, we wrześniu 1944 roku, odbyła się kolejna narada w kwaterze Himmlera, której owocem była modyfikacja planu „W-II”: prowadzenie walki podziemnej w przypadku okupacji Niemiec przez aliantów. Główny twórca tego przedsięwzięcia, Reinhard Gehlen z Wehrmachtu, opracował projekt struktury podziemnej organizacji wzorowanej na polskim ruchu oporu. Korzystał przy tym przede wszystkim z obszernych materiałów zgromadzonych przez warszawskie Gestapo. Po zdławieniu powstania warszawskiego wywiad SS zdobył także dokumenty i archiwa AK. Z tych materiałów skopiowano strukturę opartą na niewielkich grupach uderzeniowych, kładąc szczególny nacisk na jej decentralizację. Plany obejmowały szkolenia sabotażystów, szpiegów i dywersantów, organizację magazynów broni i żywności oraz radiowych punktów łączności na ziemiach uznanych za zagrożone polską i radziecką okupacją. Chociaż oficerowie Waffen-SS byli poważnie zaangażowani w planowanie ruchu, ostatecznie postanowiono, aby podporządkować go dwudziestu wyższym dowódcom SS i Policji (HSSPF).
Aby utrzymać zdecentralizowany charakter ruchu, większość działań związanych z rekrutacją, szkoleniem i zaopatrzeniem przyszłej partyzantki prowadzono na szczeblu miejscowym. Na przełomie lat 1944 i 1945 rozpoczął się werbunek starannie dobranych ochotników, a następnie szkolenia w specjalnych ośrodkach przygotowawczych we Wrocławiu, Nysie, Cieszynie, a także w Hanowerze i Ahlbecku. Ukończyło je około 1300 osób, które w założeniu miały być dowódcami i specjalistami tworzących się już w tym okresie w terenie grup dywersyjnych. Wszystkie te przygotowania, jak i cały plan „W-II”, były zatajone przed Hitlerem w obawie przed zarzutem „defetyzmu”. Niektórzy oficerowie niemieccy, na czele z Heinrichem Himmlerem, mieli wątpliwości co do planu dywersji, jednak dość szybko rozwiał je rozwój wydarzeń na froncie.
Werwolf miał obejmować wszystkie okupowane przez aliantów ziemie III Rzeszy, w praktyce występował tylko na wschodnich rubieżach Rzeszy. Radziecka ofensywa ze stycznia 1945 roku, przebiegająca nadspodziewanie szybko, doprowadziła do zajęcia ziem wkrótce nazwanych Odzyskanymi, czyli zachodniego Górnego i Dolnego Śląska, Pomorza Gdańskiego i Zachodniego, ziemi lubuskiej oraz Prus Wschodnich. Na około 10 milionów zamieszkałych tam Niemców co najmniej 2/3 uciekło za Odrę i Nysę Łużycką. Kierowali się oni strachem przed nadchodzącą Armią Czerwoną oraz zaleceniami władz niemieckich. W ostatnich tygodniach wojny władze III Rzeszy ujawniły istnienie podziemnej armii. Miało to znaczenie wyłącznie propagandowe, a służyło podtrzymaniu wiary Niemców w ostateczne zwycięstwo dzięki „cudownym broniom” (uruchomiono nawet specjalną stację, Radio „Werwolf”). Po kapitulacji Niemiec w maju 1945 roku niewielka część tej ludności zdecydowała się wracać w rodzinne strony. Trwało to do czerwca, zanim nie zamknięto granicy na Odrze. Wśród tych Niemców, którzy nie uciekli przed frontem oraz wśród powracających byli członkowie Werwolfu, wierni rozkazom mimo kapitulacji sił III Rzeszy.

## Działalność Werwolfu

### Początki
Błyskawiczne tempo przesuwania się frontu wschodniego w ostatnich miesiącach wojny zaskoczyło dowódców odpowiedzialnych za niemieckie podziemie. Mimo wyraźnego rozkazu oddziały Werwolfu nie zdołały dokonać większych zniszczeń na strategicznie ważnym Górnym Śląsku. Działające na Pomorzu, Dolnym i Górnym Śląsku i Wielkopolsce komórki miały trudności z komunikowaniem się i koordynowaniem działań. Klęska nazistowskich Niemiec, aresztowanie, a następnie samobójstwo generalnego szefa organizacji, SS-Obergruppenführera Prützmanna, zahamowały dalszy rozwój Werwolfu. Od wiosny 1945 roku na „Ziemiach Odzyskanych” trwał wzmożony ruch ludności. Napływali tam polscy osadnicy z ziem włączonych do ZSRR oraz z innych regionów zniszczonej przez okupantów Polski, część Niemców opuszczała te tereny, część na nie powracała. Powoli organizowała się administracja polska, której głównym problemem, a zarazem okolicznością sprzyjającą egzystowaniu niemieckiego ruchu oporu, był brak na tych terenach ludności polskiej. W wielu regionach Polacy skupieni byli tylko i wyłącznie w administracji, natomiast Niemcy stanowili resztę ludności. Ich społeczność miała nadzieję, że mimo klęski wojennej Śląsk, Pomorze Zachodnie czy nawet Gdańsk nie zostaną przekazane Polsce.
Werwolfowi chodziło o szerzenie wśród Niemców propagandy mającej na celu powstrzymanie ich wyjazdów za nowo powstałą granicę na Odrze i Nysie Łużyckiej. W przypadku konieczności opuszczenia, tzw. Ziem Odzyskanych, dążono do tego, by nie mogły one dalej służyć Polakom, decydowano się na przyjęcie taktyki spalonej ziemi, czyli próbę niszczenia na opuszczanych terenach wszystkich zasobów, jakie wróg mógłby wykorzystać dla własnej korzyści, stosując najczęściej metody sabotażu i dywersji.
Pod koniec II wojny światowej, gdy działania dywersyjne Werwolfu nabierały charakteru partyzanckiego, jednym z bardziej niezwykłych projektów była operacja propagandowa o kryptonimie „Słowiański Głos”. Niemiecka propaganda, wiedząc o napięciach między różnymi grupami etnicznymi na ziemiach odzyskanych, próbowała wykorzystać tę sytuację do siania chaosu i wzajemnej nieufności.
Werwolf, przy wsparciu Abwehry, uruchomił fałszywe „stacje radiowe” podszywające się pod polskie lokalne rozgłośnie. Audycje te miały rzekomo pochodzić od „partyzantów narodowych” lub „lokalnych liderów” i zawierały sensacyjne doniesienia o zdradzie, szabrownikach lub zbliżających się atakach ukraińskich nacjonalistów. Ich celem było wywołanie paniki i rozbicie współpracy między Polakami, Ukraińcami, a także resztkami innych mniejszości etnicznych zamieszkujących te tereny.
W niektórych przypadkach rozgłośnie Werwolfu emitowały także podrobione rozkazy wojskowe, wzywając mieszkańców do ewakuacji lub sugerując, że władze PRL planują wywłaszczenia i deportacje. Wiarygodność audycji wzmacniano poprzez emitowanie autentycznych melodii ludowych czy cytowanie rzekomych wypowiedzi lokalnych duchownych.
Akcja ta nie przyniosła jednak oczekiwanych rezultatów. Po kilku miesiącach Polacy zorientowali się, że niektóre z audycji były nadawane z podejrzanie dobrze wyposażonych punktów w ruinach niemieckich miast. Złapano też kilku operatorów sprzętu radiowego, którzy nie potrafili poprawnie wypowiedzieć polskich fraz i zdradzili swoją niemiecką tożsamość.

### Struktura
W skład niemieckiego podziemia wchodził szereg mniejszych i większych organizacji, niemających często ze sobą żadnego powiązania, ani też nie podlegających jakiemuś centralnemu kierownictwu. W polskiej historiografii określa się je, niepoprawnie, zbiorczą nazwą Werwolf – od największej i najwcześniej, odgórnie utworzonej organizacji. Struktura organizacyjna opierała się na istniejącym podziale administracyjnym. Najmniejszą jednostką siatki była komórka wiejska na czele z dowódcą (Dorfführer), składająca się przeważnie z 7-10 osób. Te z kolei podlegały komórce gminnej, w skład której wchodziło zwykle 5-6 komórek wiejskich. Każdy powiat liczył 30-50 komórek podstawowych w sile do 400 członków. Sztab powiatowy na czele z Kreisführerem składał się z kilku (5-6) osób. Komórki powiatowe podporządkowane były organizacyjnie okręgowym, czyli wojewódzkim, którymi to kierowali gauleiterzy. Struktura ta nieco przypominała schemat organizacyjny NSDAP.
Istniała też możliwość działania grup zbrojnych w terenie, bez oparcia u ludności miejscowej, dzięki zawczasu przygotowanym magazynom broni, amunicji i żywności. Niektóre oddziały leśne miały charakter stały, gdyż składały się z ludzi poszukiwanych, którzy nie mogli już powrócić do normalnego życia (np. zbrodniarze wojenni z SS). Większość grup miała jednak charakter doraźny, okresowy – w nocy gospodarze niemieccy podpalali i mordowali Polaków, natomiast w dzień udawali spokojnych, lojalnych i zapracowanych obywateli. Poszczególne grupy miały charakter wojskowy, wojskowo-cywilny lub tylko cywilny. Ta pohitlerowska działalność, w mniejszym lub większym stopniu objęła swoim zasięgiem ówczesne województwa: szczecińskie, opolskie, bydgoskie, wrocławskie, olsztyńskie, gdańskie, katowickie, zielonogórskie i koszalińskie.

### Działalność zbrojna podziemia
Władze polskie postanowiły w żadnym wypadku nie bagatelizować problemu na powyższych terenach, a zwłaszcza na nowym pograniczu. Tuż po zamknięciu granicy zachodniej dla powracających Niemców, pod koniec czerwca 1945 roku, rozpoczęto wysiedlenia z powiatów przygranicznych, trwające do połowy lipca. Objęły one liczbę ok. 200 tysięcy Niemców, co przyczyniło się poniekąd do stabilizacji sytuacji nad samą granicą. Nie znaczy to jednak, iż udało się zapobiec ruchowi łączników podziemia zza Odry, zwłaszcza w kierunku Sudetów oraz regionu szczecińskiego.
Na Pomorzu Szczecińskim podziemie pohitlerowskie na czele z Werwolfem nie było ani zbyt liczne, ani też nie znajdowały się tam jego ważniejsze ośrodki decyzyjne. Dzięki dobremu przygotowaniu ludzi i zaplecza stało się jednak dosyć groźne. W swojej agitacji propagandowej wykorzystywało powszechnie znany fakt tymczasowości rozwiązania granicznego w okolicach Szczecina. Odra przepływa przez Szczecin, więc jego późniejsza przynależność nie była jeszcze oczywista. Budząc w miejscowej ludności nadzieję na pozostanie tych terenów w granicach państwa niemieckiego. Pięć dni po przekazaniu miasta z rąk radzieckich w polskie, czyli 10 lipca 1945 roku, została wyznaczona tymczasowa linia demarkacyjna, która pod administracją niemiecką pozostawiła m.in. czwartą część samego Szczecina. W mieście i okolicach, ciągle zamieszkałych w ogromnej większości przez Niemców, mnożyły się podpalenia ważnych strategicznie obiektów i zbrojne ataki na mniejsze grupy polskie. Spektakularnym wręcz sukcesem Werwolfu było spalenie jedynego mostu kolejowego przez Odrę, łączącego obie części Szczecina. Podobnie, wskutek nieustannych ataków, niemożliwe było korzystanie latem 1945 roku z ważnej kolejowej stacji podmiejskiej Gumieńce.
Postanowienia XII rozdziału Układu Poczdamskiego z 2 sierpnia 1945 oraz późniejsze umowy przyniosły ustalenie granic północnych i zachodnich Polski. Co więcej, zadecydowały też o wysiedleniu Niemców od lutego 1946 roku z utraconych przez III Rzeszę ziem. Wszystko to jednak w niewielkim stopniu wpłynęło na bieżącą aktywność podziemia pohitlerowskiego. 4 października 1945 roku, wracający z podpisania szczegółowych umów ostatecznie likwidujących w okolicach Szczecina administrację niemiecką, polski prezydent miasta oraz pełnomocnik rządu na Pomorze Zachodnie, tylko cudem uszli z życiem z zasadzki przygotowanej przez oddział Werwolfu. Do walki, oprócz sił milicji i Urzędu Bezpieczeństwa, musiało zostać zaangażowane wojsko. Do obsadzenia Pomorza Szczecińskiego sformowano specjalnie 12 Dywizję Piechoty.

### Walki na Dolnym Śląsku
Na terenach historycznego Śląska, w Polsce po 1945 roku, w porównaniu z Mazurami i Pomorzem, ruch był znacznie silniejszy, jeszcze w styczniu 1946 roku na około 2 miliony Niemców w Polsce, dwie trzecie mieszkało na Dolnym Śląsku w zwartych skupiskach. Województwo wrocławskie, a zwłaszcza jego sudecka część, było miejscem najbardziej aktywnej działalności pohitlerowskiego podziemia, sprzyjały temu warunki naturalne regionu. Doszło do przypadków niemożności utrzymania polskiej kontroli nad pewnymi rejonami, niemniej w skali mniejszej znacznie niż w przypadku walk z podziemiem ukraińskim w Polsce południowo-wschodniej. Dotkliwie w tej części Dolnego Śląska dawała się we znaki szczupłość polskiego osadnictwa. Zanotowano problemy z zasiedlaniem przez Polaków tak niespokojnych ziem, a nawet sporą liczbę przypadków rezygnacji z zamieszkiwania tam już po osiedleniu. Panikę podtrzymywała przez pewien czas prasa, co zmusiło władzę do skoncentrowania większych sił wojskowych na najbardziej zagrożonych odcinkach. Niemieckie oddziały leśne terroryzowały i rabowały polską ludność cywilną, a funkcjonariuszy państwowych, obojętnie jakiej służby, zabijały. Działalność ich była tym groźniejsza, że posiadały one wspólne regionalne kierownictwo oraz korzystały z szerokiego oparcia u ludności niemieckiej. W większych miastach Dolnego Śląska (Legnica, Wrocław) jeszcze dość długi czas po zakończeniu działań wojennych miały miejsce podpalenia budynków o szczególnym dla administracji polskiej znaczeniu.
Inną płaszczyzną działania pohitlerowskiego ruchu oporu było przenikanie niemieckich fachowców do warstw kierowniczych personelu licznych tam zakładów przemysłowych. Następnie utrudniali oni uruchomienie kolejnych hut, kopalń czy fabryk lub też świadomie doprowadzali do ich zniszczenia. Tak zorganizowany masowy sabotaż w przemyśle stawał się już także problemem o skali ogólnokrajowej, zwłaszcza z powodu występowania w tym regionie unikatowych zakładów przemysłowych o szczególnej wadze (kopalnie miedzi, wolframu). W wyniku polskiej kontrakcji zdołano uratować jedyną w Polsce kopalnię wolframu. W tego typu działalności sabotażowej celowała, druga pod względem znaczenia po Werwolfie, w zasadzie cywilna organizacja „Freies Deutschland”, skupiająca wielu specjalistów różnych branż, a dążąca do oderwania Dolnego Śląska od Polski. Organizacje te zniszczyły polskie fabryki: papy w Żaganiu, dachówek w Czarnej, fajansów w Zebrzydowie.

## Rozbicie ruchu
Militarne wysiłki sił polskich w eliminacji niemieckich grup podziemnego oporu powoli zaczęły przynosić efekty: pod koniec roku udało się zlikwidować Polakom nadzwyczaj aktywną grupę zbrojną na pełnej jeszcze Niemców wyspie Wolin oraz oddział płetwonurków w Świnoujściu, gdzie wcześniej zdołali oni dokonać licznych zniszczeń w tamtejszym strategicznie ważnym porcie. Z początkiem 1946 roku rozbito niemieckie oddziały leśne już ostatecznie (głównie dzięki trwającej równolegle akcji wysiedlania), co nie oznaczało jednak, że walka ustała. Polacy w dalszym ciągu ponosili straty, co dotyczyło szczególnie żołnierzy Wojsk Ochrony Pogranicza, które objęły służbę w listopadzie 1945 roku. Również dotkliwe były straty materialne – np. w wyniku ścięcia przez sabotażystów niemieckich prawie wszystkich słupów trakcji elektrycznej w powiecie myśliborskim, został on na dłuższy okres pozbawiony prądu.
Wiosna następnego roku przyniosła masowe i planowe wysiedlanie ludności niemieckiego pochodzenia. Zmobilizowało to nieliczne resztki oddziałów zbrojnych do prób utrudnienia i zahamowania tego procesu, który ograniczał im możliwości działania. Nie powiodło się to jednak, podziemie musiało stopniowo odejść od działalności „czynnej”, nie ustając jednak w pracy propagandowej, wśród systematycznie kurczącej się społeczności niemieckiej. Przez cały rok 1946, mimo trwających na Dolnym i Górnym Śląsku wysiedleń, miały miejsce walki. Na miejsce rozbitych grup powstawały nowe, nie były jednak w stanie zrealizować swego głównego celu, czyli powstrzymania akcji wysiedleńczej. Przez to też stopniowo ich aktywność słabła. Ostatnie niemieckie grupy leśne, już o zdemoralizowanym obliczu, głównie rabunkowym, działały do początków 1947 roku. Na Dolnym Śląsku do sabotażów i dywersji sporadycznie dochodziło jeszcze w 1948 roku.
W województwie olsztyńskim działało po wojnie kilka grup podziemnych o niewielkim znaczeniu, a tylko jedna z nich zdołała przetrwać do początków roku 1946. Gdańsk oraz Dolny i Górny Śląsk stały się miejscami rozbicia ostatnich pohitlerowskich organizacji – „Jungenbund der Freien Stadt Danzig” we wrześniu 1949 roku oraz operującego na pograniczu Górnego i Dolnego Śląska „Freikorps Gross-Mossdorf” w sierpniu 1949 roku. Polskie służby bezpieczeństwa od końca wojny zlikwidowały blisko 70 niemieckich zrzeszeń tego typu.

## Kontrowersje
Fakt działalności Werwolfu na tak dużą skalę kwestionuje Maciej Bartków w swoich książkach Werwolf na Górnym Śląsku oraz Werwolf. Propaganda PRL, sugerując, że przeważająca większość informacji na temat Werwolfu była fikcją stworzoną przez propagandę PRL w celu zastraszenia społeczeństwa, uzasadnienia brutalnego charakteru działań polskich organów bezpieczeństwa oraz dezawuowania polskich powojennych struktur niepodległościowych poprzez oskarżanie ich o współpracę z Werwolfem.